# Tobias Fröier
Tobias Fröier (geboren am 27. September 2005 in Örnsköldsvik) ist ein schwedischer Skispringer. 

## Werdegang
Tobias Fröier, der der Sohn von Rickard Fröier ist, gab sein internationales Debüt am 25. Januar 2019 bei einem Norges Cup in Otepää. Seitdem trat er regelmäßig bei diesen Wettkämpfen an und schaffte es bis jetzt (Stand Ende November 2023) fünf mal, einen solchen Wettkampf zu gewinnen.
Seine ersten Auftritte bei FIS-Wettkämpfen waren zwei Starts im FIS-Cup in Falun, bei denen er insgesamt nur den Isländer Anton Øyvindsson und drei disqualifizierte Springer schlagen konnte. Außerdem nahm er am Europäischen Olympischen Winterjugendfestival teil, das er auf dem 32. Platz beendete.
Fröier ist zweimaliger schwedischer Meister, 2019 und 2022 konnte er die Goldmedaille holen, dazu wurde er 2020 Dritter.
In der Saison 2023/24 nahm er erneut an FIS-Cups teil und schloss diese auf Platzierungen um den 40. Platz ab, wobei er bis zu 15 Athleten, darunter seinen Teamkollegen Rickard Nyström hinter sich ließ.